# Uttertjärnen (Arvidsjaurs socken, Lappland, 729509-169590)
Uttertjärnen är en sjö i Arvidsjaurs kommun i Lappland och ingår i Piteälvens huvudavrinningsområde. Uttertjärnen ligger i Piteälven Natura 2000-område.